# Municipio Tubores
Tubores es uno de los 11 municipios que componen el Estado Nueva Esparta. Está integrado por dos secciones, una parte se encuentra en el centro de la Isla de Margarita separado por el Mar Caribe del otro sector que abarca la totalidad de la Isla de Cubagua. La principal actividad económica es la portuaria, la pesca, turismo y cultivos de: ají, tomate, auyama, plátano, pimentón, lechosa y  parchita

## Historia
Los primeros habitantes de la isla; los indios Guaiqueríes habitaron circunstancialmente las llanuras que hoy conforman el municipio con costumbres nómadas que abarcaban la pesca y la caza. Ya para el siglo XVII se asentaron los primeros poblados europeos de los cuales se tienen registros de Punta de Piedras, Chacachacare y Los Puisitos (hoy Los Gómez). Durante la época de la independencia se libraron importantes batallas de las cuales la más importante es la llamada: Batalla de Los Barales llevada a cabo el 14 de julio de 1817
donde los republicanos al mando del Coronel José Celedonio Tubores derrotaron a los realistas dirigidos por el General Pablo Morillo.
Para 1830 el actual Municipio Tubores formaba parte del antiguo territorio del "Cantón Oeste" de la isla. Para 1863 algunas poblaciones integraban el distrito San Juan Bautista con capital en la ciudad del mismo nombre. En 1873 se crea el Distrito Sabana Grande delimitando las actuales poblaciones que conforman el municipio y dando los primeros signos de localidad de la época, pero no sería hasta 1976, mediante decreto legislativo, que se crea el Distrito Tubores y la actual división político-territorial del estado Nueva Esparta.

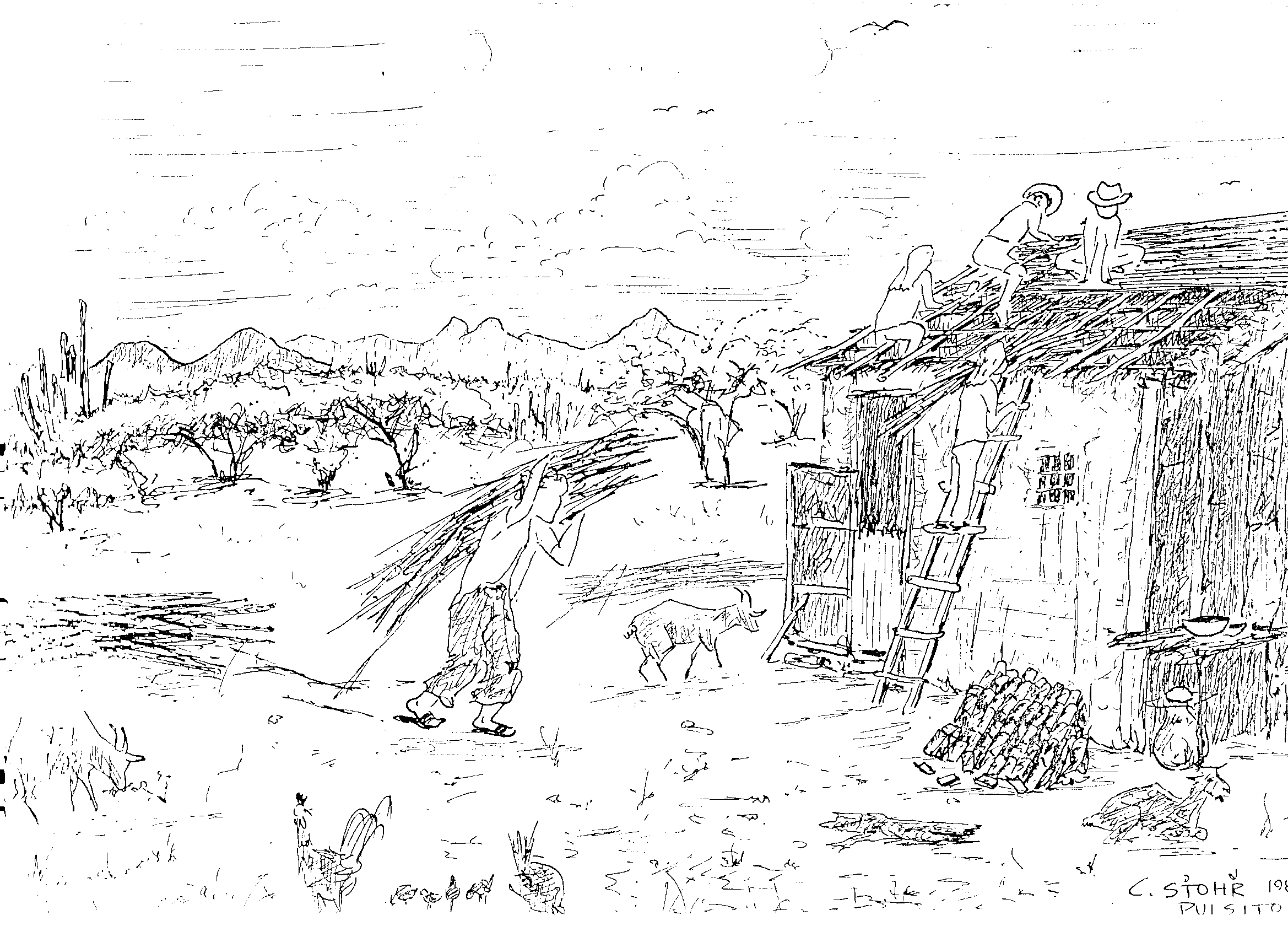
Dibujo que muestra la elaboración de una casa de "bahareque", este tipo de construcción eran común a mediados del siglo XX en lo que es hoy el Municipio Tubores

### Héroe epónimo
El Municipio Tubores, debe su nombre al Prócer de la Independencia José Celedonio Tubores quien, nació en Pedregales el 4 de marzo de 1771. Sus padres Gaspar Tubores y María Isabel Coello. José Celedonio se casó con Ana Joaquina Guerra, con quien tuvo descendencia. Desde el mismo comienzo de la lucha independentista se alistó en el movimiento para liberar a Margarita del yugo español. En 1815 ya era Capitán de Caballería y en 1816 fue ascendido a Coronel por el Libertador Simón Bolívar. Tubores es uno de los principales líderes que enfrentan al General Pablo Morillo cuando desembarca el 14 de julio de 1817 por el puerto de El Guamache. Combate con tenacidad para evitar el avance de los españoles y allí es herido. Se piensa que debió morir en los días subsiguientes al combate, pues no se vuelve a nombrar en los acontecimientos ocurridos en Margarita en los meses siguientes, aunque algunos autores lo hacen aparecer en el combate de Matasiete.

### Creación del municipio
En el año 1873 un 27 de marzo, Punta de Piedras era cabecera del distrito Sabana Grande, departamento San Juan Bautista, con una población de 735 habitantes. Punta de Piedra y Sabana Grande conformaban el municipio Punta de Piedras.
La ley de división territorial del estado Aragua Margarita, sancionada el 7 de enero de 1898, establecía en su artículo 4 la creación del Distrito Marcano, con cabecera en Juan Griego, compuesto por los municipios San Juan Bautista, Punta de Piedras y Juan Griego. Sin embargo, en 1901, se produjo una reconfiguración territorial con la creación del Distrito Díaz, que se desmembró del Distrito Marcano y quedó conformado por los municipios San Juan Bautista y Punta de Piedras.
Más adelante, el 22 de diciembre de 1915, el entonces presidente del estado Nueva Esparta, general Juan Alberto Ramírez, decretó el cambio de nombre del municipio Punta de Piedras, que pasó a llamarse oficialmente municipio Tubores. Este municipio fue elevado a la categoría de distrito mediante una ley sancionada el 18 de junio de 1976, y su concejo municipal se instaló formalmente el 27 de junio de ese mismo año.
Con la entrada en vigencia de la ley político-territorial del estado Nueva Esparta el 30 de diciembre de 1987, el distrito Tubores pasó a ser reconocido como municipio autónomo Tubores, y en la ley de 1990 se ratificó su condición como municipio. Actualmente, la isla de Cubagua también forma parte de su jurisdicción.
Aunque la parroquia de Punta de Piedras lleva el nombre oficial de San Simón, la patrona de la población es la Virgen de Las Mercedes, cuya devoción tiene raíces profundas en la comunidad. Esta tradición comenzó con Juana Gregoria Gómez de Campos, quien, junto a un grupo de amigas, rezaba el rosario en su casa y fundó la Hermandad de Las Mercedes.
En 1890, un comprador de perlas de origen español, Juan de Dios Mató, llegó a Punta de Piedras. Al enterarse de la devoción de doña Juana Gregoria y de que no contaban con una imagen de la Virgen, se ofreció a traer una desde España. Cumplió su promesa en 1898, entregando un cuadro con la imagen de Nuestra Señora de Las Mercedes, que pronto comenzó a ser venerada por los fieles y sacada en procesión.
Más adelante, doña Juana Gregoria le encargó a Juan de Dios Mató una imagen de bulto, que fue enviada desde España y llegó al puerto de La Guaira, donde fue recibida por el capitán Narciso Salazar. Desde allí, fue trasladada en la balandra La Enriqueta, propiedad de Juan Salazar Fernández, hasta el puerto de Punta de Piedras, arribando el 19 de septiembre de 1900. La imagen fue bendecida el 24 de septiembre de ese mismo año, y desde entonces, cada año se celebran en su honor solemnes festividades religiosas, que forman parte esencial del calendario espiritual y cultural de la comunidad.

## Geografía

### Ubicación

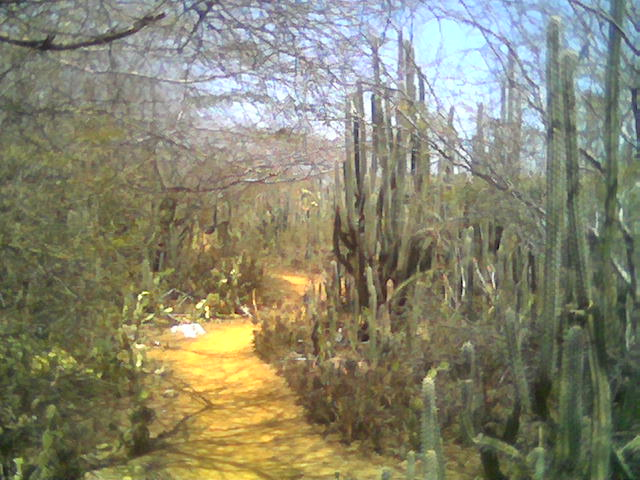
Bosque xerófilo común en las sabanas tuborenses

El municipio Tubores es el segundo mayor municipio en cuanto a superficie se refiere con una extensión de aproximadamente; 207 km cuadrados (incluyendo la superficie total de la Isla de Cubagua). en su haber se encuentra una diversidad de paisajes donde predomina fundamentalmente la estepa seca y el bosque xerófilo. Está constituido por las tierras planas ubicadas en la parte central de la isla. En su haber se encuentran dos de los tres atractivos naturales del estado Nueva Esparta como son: La Laguna de la Restinga y las Tetas de María Guevara.
El paisaje del municipio está dominado por espinares y manglares, al norte se encuentra el Parque nacional La Restinga laguna bordeada por una enorme extensión de manglares. Existen leves elevaciones montañosas sin embargo destaca las colinas conocidas como Las Tetas de María Guevara que no superan los 130 metros de altura y Cerro Verde. La temperatura promedio es de 28 °C y se presentan precipitaciones entre 300 a 400 mm.

### Límites
- Al norte: con el Mar Caribe, está constituido por la franja costera más grande de la isla de 50 km aproximadamente que va desde "Punta El Saco" hasta la salina de "La Guardia" (Piedras Negras)

- Al sur: con el Mar Caribe. Va desde el Puente de Boca de Río siguiendo la costa pasando por Punta de Piedras hasta el Manglillo.

- Al este: con el municipio Díaz. Va desde Piedras Negras pasando por Guayacan Norte, Las Giles hasta el Manglillo, muy cerca de Playa el Yaque

- Al oeste: con el municipio Península de Macanao

### Organización parroquial
| Parroquia                                    | Superficie | Población          | Densidad |
| -------------------------------------------- | ---------- | ------------------ | -------- |
| Parroquia Los Barales                        | km²        | 12.508 hab. (2011) | hab./km² |
| Parroquia Capital Tubores (Punta de Piedras) | km²        | 24.416 hab. (2011) | hab./km² |
| Municipio Tubores                            | km²        | hab.               | hab./km² |

## Símbolos

### Escudo
Posee tres cuarteles. Amarillo: Peces que representan la actividad pesquera; Rojo: Una perla, los bancos perlíferos; Azul: una balandra que representa al municipio como puerto principal de la Isla. En la parte superior un sol brillante. Cintas con las fechas 1 de junio de 1873 Distrito Sabana Grande y 27 de junio de 1976 Distrito Tubores y El trabajo es la primera virtud.

### Himno
Coro
El héroe inmortal de Los Barales 
da nombre a la tierra acogedora
que empeña en sus nobles ideales
ve nacer una radiante aurora
con su sangre regada la pradera
en defensa de la libertad
hoy luchemos bajo su bandera
en la más cordial fraternidad.
I
Su destino ha sido siempre el mar
donde sus hijos luchan con valentía
y sus hijas luchadoras a la par
con abnegación y armonía
el Caribe le rodea por sus partes
y por encima un cerúleo tul 
en las noches sus angustias se reparten
por igual entre los dos azul.
II
Su nombre llega a remontas latitudes 
con sus hijos buenos marineros
que hostigados por las vicisitudes
tienen que andar por distintos derroteros
y es por eso que su nombre se expande
desde sus primigenios albores
conocido como sabana grande
y que fuera cambiado por Tubores.
III
Con la declaración de ser distrito
se cumple su más grande aspiración
fue lanzado el unánime grito 
que tuvo eco en toda la nación
artesano, intelectual y comerciante, 
profesional, marinero, educador
le dan alientos para seguir avantes
con más denuedo y con más ardor.
Letra: Luis José Gómez Salazar. 
Música: Gruber José Salazar.
Arreglos: Jesús Nicolas Salazar.

### Bandera
Azul: el mar que nos circunda. Amarillo: brillantez del sol. Rojo: la sangre guaiquerí. Área geográfica municipal, Isla de Cubagua; El monumento natural «Las Tetas de María Guevara» y El Obelisco de la Batalla.

## Transporte
Es el principal punto de entrada a la Isla de Margarita ya que en Punta de Piedras se encuentra el puerto donde llegan las líneas de ferris y la mayoría de los productos a toda la isla, además de la única conexión por ferry a las Isla de Coche-Municipio Villalba. Existe una autopista que parte de Punta de Piedras y llega hasta las ciudades de Porlamar y Pampatar, además de una importante carretera que conecta con el Municipio Península de Macanao en el occidente de Nueva Esparta.
En la población de El Guamache se halla El Puerto Internacional El Guamache, donde se recibe y descarga la mercancía importada que se vende en la llamada Zona Franca. Desde dicho puerto también parten algunas líneas de ferry hacia la población de Guanta, estado Anzoátegui.

## Deportes
Cuenta con instalaciones deportivas como el estadio de Punta Piedras.

## Turismo
El municipio Tubores tiene hermosas playas como Playa Oasis, Playa Paraíso, La Restinga, etc, y la Isla de Cubagua, la cual es un atractivo turístico y académico. También posee lagunas, manglares, vegetación xerófila, el Monumento natural  Las Tetas de María Guevara. 
El principal atractivo turístico del municipio lo constituye el parque nacional Laguna de La Restinga. En efecto, es posible tomar en dicha laguna una embarcación con la finalidad de hacer un recorrido a través de los manglares (los cuales pueden formar "plazas", "canales" y "túneles") hasta llegar a la playa más larga de toda la isla (llamada simplemente Playa La Restinga).
Otro atractivo lo constituye el parque temático El Reino de Musipán, el cual se ubica justo al oeste de la Punta El Manglillo, en el límite con el municipio Antonio Díaz.
La diaria faena de pescadores también es un atractivo para propios y visitantes, ver las embarcaciones por sus costas y lo simple de una vida relajada y sencilla.
Tubores es el principal puerto de transporte y turismo con Puertos como los de Punta de Piedras (nacional) y el Puerto Internacional El Guamache, el cual recibió muchos barcos de crucero en la primera década de este milenio, además de que recibe buques mercantes. 
Punta de Piedras es llamada "la puerta de Margarita" ya que allí llegan las embarcaciones o ferries que enlazan la isa con tierra firme, específicamente con Cumaná, Guanta, Puerto La Cruz y La Guaira. También hay un servicio de ferry hacia la vecina isla de Coche. Así mismo, hay un muelle en El Guamache que posee un servicio de ferry que conecta con Guanta.

## Política y gobierno

### Alcaldes
| Período     | Alcalde                      | Partido político / Alianza | % de votos | Notas |
| ----------- | ---------------------------- | -------------------------- | ---------- | --- |
| 1989 - 1992 | John Figueroa                | AD                         | 58,27      | Primer alcalde bajo elecciones directas |
| 1992 - 1995 | John Figueroa                | AD                         | 53,99      | Reelecto |
| 1995 - 2000 | Agustín Rodríguez            | MAS/COPEI                  | -          | Segundo alcalde bajo elecciones directas (se realizaron elecciones generales adelantadas en el 2000 debido a la aprobación de la Constitución de 1999) |
| 2000 - 2004 | Iraima Vásquez               | AD                         | 42,78      | Tercer alcalde bajo elecciones directas |
| 2004 - 2008 | Iraima Vásquez               | AD                         | 34,63      | Reelecta |
| 2008 2013   | Ventura Salazar de Rodríguez | PSUV                       | 49,01      | Tercer alcalde bajo elecciones directas (se postergan 1 año las elecciones municipales pautadas para finales del 2012)                                 |
| 2013 - 2017 | Ventura Salazar De Rodríguez | PSUV                       | 37,18      | Reelecto |
| 2017 - 2021 | Rodolfo Vicent               | PSUV/MEP                   | 51,57      | Cuarto alcalde bajó elecciones directas |
| 2021 - 2025 | Iraima Vásquez               | AD                         | 53,55      | Quinto alcalde bajó elecciones directas |

### Concejo municipal
Período 1989 - 1992
| Concejales:        | Partido político / Alianza |
| ------------------ | -------------------------- |
| Eulalio Rodríguez  | AD                         |
| José Jesús Vásquez | AD                         |
| Jesús Ramos        | AD                         |
| Angel Gil          | AD                         |
| Asuncion Gómez     | COPEI                      |
| Auriol Valerio     | COPEI                      |
| Wolfgang Salazar   | MAS                        |

Período 1992 - 1995
| Concejales:        | Partido político / Alianza |
| ------------------ | -------------------------- |
| José Jesús Vásquez | AD                         |
| Auriol Valerio     | AD                         |
| José Frontado      | AD                         |
| Ramon Marval       | AD                         |
| Hermes Cisneros    | COPEI                      |
| Sixto Marval       | COPEI                      |
| Jesús Marval       | MAS                        |

Período 1995 - 2000
| Concejales:        | Partido político / Alianza |
| ------------------ | -------------------------- |
| José Jesús Vásquez | AD                         |
| Evelio Gil         | AD                         |
| José Frontado      | AD                         |
| Luis Malavé        | AD                         |
| Jose Miguel Moreno | AD                         |
| Jesús Vicent       | MAS                        |
| Elis Salazar       | COPEI                      |

Período 2000 - 2005
| Concejales:           | Partido político / Alianza |
| --------------------- | -------------------------- |
| José Jesús Vásquez    | AD                         |
| Angel Gil             | AD                         |
| Jesús Fidel Rodríguez | AD                         |
| Wuilfredo Laya        | MVR                        |
| Cruz Marval           | MVR                        |
| Luis León             | MVR                        |
| José Efraín Larez     | MRA                        |

Período 2005 - 2013
| Concejales:           | Partido político / Alianza |
| --------------------- | -------------------------- |
| José Jesús Vásquez    | AD                         |
| Luis Malavé           | AD                         |
| Angel Gil             | AD                         |
| Jesus Fidel Rodríguez | COPEI                      |
| Alexis Narváez        | COPEI                      |
| Santiago Gómez        | MVR                        |
| Cruz Marval           | MVR                        |

Período 2013 - 2018:
| Concejales       | Partido político / Alianza |
| ---------------- | -------------------------- |
| Elimar Rodríguez | PSUV                       |
| Richard Mora     | PSUV                       |
| Jealm Duno       | PSUV                       |
| Marcel Marval    | PSUV                       |
| Yulis Bello      | PSUV                       |
| Rafael Larez     | PSUV                       |
| José Frontado    | MUD                        |

Período 2018 - 2021
| Concejales         | Partido político / Alianza |
| ------------------ | -------------------------- |
| Osmicar Cabeza     | PSUV                       |
| Dignysbel Figueroa | PSUV                       |
| Ariaysi Rodríguez  | PSUV                       |
| Antonio Salazar    | PSUV                       |
| Ynes López         | PSUV                       |
| Rafael Larez       | PSUV                       |
| Vanessa Ramirez    | PSUV                       |

Período 2021 - 2025
| Concejales         | Partido político / Alianza |
| ------------------ | -------------------------- |
| Belkina Fernández  | AD                         |
| Jhonny Velasquez   | AD                         |
| Nelson Marval      | AD                         |
| Exdilio Gil        | AD                         |
| Yumaira Rojas      | AD                         |
| Dignysbel Figueroa | PSUV                       |
| Ivan Montaño       | PSUV                       |